# António Augusto Saraiva Leitão
António Augusto Saraiva Leitão (n. 1932 Manteigas - f. 2018 Almada?)

Poeta manteiguense.

## Biografia

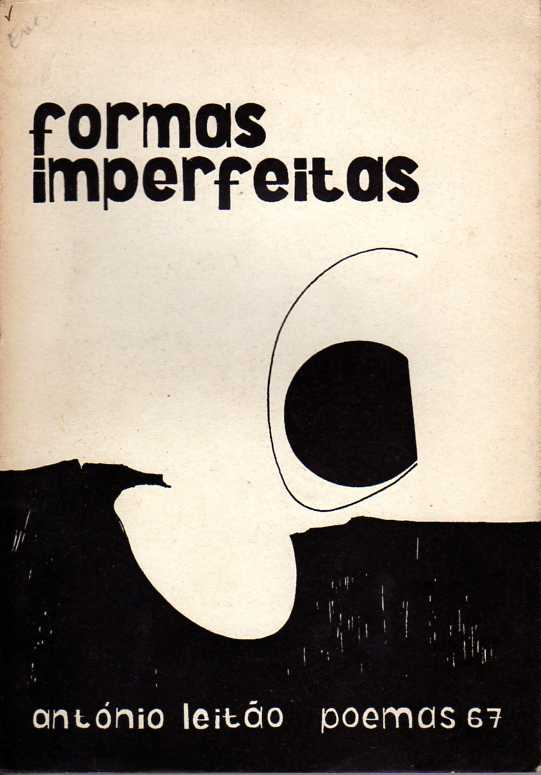
António Augusto Saraiva Leitão (1967) Formas Imperfeitas

Nasceu em Manteigas, Coração da Serra da Estrela em 1932. Em 1956 concluiu o curso teológico no seminário do Patriarcado de Lisboa. Foi um dos organizadores da página literária «Parábola» do Jornal de Almada. Publicou dois livros de poemas: Esta Voz que Anda Comigo (1959) e Chuva-Cântico-Esperança (1965). 
A origem serrana e a formação religiosa são os dois polos que marcam as suas tendências literárias, que o poeta deseja inseridas numa linha de neorromantismo, onde possa vazar a sua dureza de serrano, bebida no leite natal, e o seu quase misticismo disciplinado à orientação espiritual e filosófica que o marcou visivelmente. A par disto, ou dentro disto, António Leitão revela um certo pendor socialista. Nele se patenteia, ainda, a luta entre a crença num Deus perfeito em sua essência e o deus imperfeito que o poeta vive. 
Por apetência idealista, querendo intervir num mundo cuja irregularidade provém da carência de amor, simbolizada na frustração erótica das personagens que nele se movem, esta sua crença numa estrutura social melhorada traduz-se, por vezes, numa ironia ácida onde mal chega a disfarçar o pranto que pudicamente converte em sarcasmo. 

## Obras
1. 1959 Esta Voz que Anda Comigo
2. 1965 Chuva-Cântico-Esperança
3. 1967 Formas Imperfeitas
4. 1983	Verso reverso / António Leitão Publicação: [Lisboa] : Edição do autor, 1983 Descrição: 116 p. ; 21 cm [2]  .
5. 1989 O tempo e o sonho / António Leitão. Publicação: Lisboa : Edição do autor, 1989. Descrição: 78 p. ; 19 cm.[3]
6. 1993 Poios e Prosa / António Leitão. Publicação: Manteigas : Câmara Municipal de Manteigas, 1993 Descrição: 111, [1] p. ; 21 cm.[4]
7. 1999 A luz e o berço : poemas de Natal e serra / António Leitão. Publicação: [Lisboa] : Edição do autor, 1999. Descrição: 95 p. ; 19 cm.[5]
8. 2001 Esta voz que anda comigo : poemas 1959-2001 / António Leitão. Publicação: Lisboa : Rei dos Livros, 2001. Descrição: 328 p. ; 21 cm.[6]
9. 2004 Disconta corrente : cismas ruminadas / António Leitão. Publicação: Lisboa : Rei dos Livros, 2004. Descrição: 240 p. ; 21 cm.
10. 2008 O livro e a cultura viva : Música, ócio e negócio / António Leitão. Publicação: Manteigas : Edição da Câmara Municipal de Manteigas, 2008. Descrição: 27 p. ; 22 cm.[7]
11. 2008 Salmos responsoriais [texto policopiado] / António Leitão. Publicação: Lisboa : Edicção do autor, 2008. Descrição: 3 vol. ; 29 cm.[8]
12. 2011 Casa do tempo / António Leitão. Publicação: Lisboa : [s.n.], 2011. Descrição: 111 p. ; 19 cm.[9]